# Renia belphragei
Renia belphragei là một loài bướm đêm trong họ Noctuidae.